# Gysbert van der Smissen (Unternehmer, 1717)
Gysbert van der Smissen (* 26. Januar 1717 in Altona; † 27. März 1793 ebenda) war ein deutscher Unternehmer und Reeder.

## Leben und Wirken
Gysbert van der Smissen war ein Sohn des Kaufmanns Hinrich van der Smissen und dessen Ehefrau Maria, geborene de Voss. Sein gleichnamiger Großvater, ein aus Braband stammender Mennonit, hatte sich 1677 als Weißbäcker in Altona niedergelassen. Er wuchs in der Zeit nach dem Schwedenbrand auf, in der der dänische König insbesondere Personen, die als Unternehmer arbeiteten, mit Privilegien half. Altona wurde nur langsam wieder aufgebaut; hinzu kamen Konflikte mit Hamburg, die nach kurzer Zeit Geschäfte zwischen beiden Städten erschwerten. Dies könnte der Grund gewesen sein, warum Gysbert van der Smissen nicht, wie in der Familie üblich, eine Ausbildung zum Bäcker machte. Hinzu kam, dass das Handlungshaus der Familie wuchs.
Die zweite Hälfte des Jahres 1732 lebte van der Smissen im Haushalt der befreundeten Familie von Richard und Susanna How auf Gut Aspley in Bedfordshire und lernte dort wahrscheinlich die englische Sprache. Danach erhielt er eine kaufmännische Ausbildung in Hows Handelsunternehmen in der Gracechurch Street in London. Diese Zeit prägte van der Smissen nachhaltig. Die Familien How und van der Smissen pflegten im Laufe von drei Generation über das gesamte 18. Jahrhundert enge Beziehungen.
1733 ging van der Smissen wieder nach Altona und trat in das Unternehmen seines Vaters ein. 1736 unternahm er eine Reise, die von Köln, Brüssel und Holland nach England führte. Nachdem sein Vater verstorben war, leitete er ab dem Juli 1737 gemeinsam mit seinem Bruder Hinrich das vom Vater hinterlassene Unternehmen „Hinrich van der Smissen Söhne“. Hinrich sollte den Großteil der Buchführung übernehmen, Gysbert die Firma nach außen repräsentieren. Er setzte sich erfolgreich dafür ein, dass eine von seinem Vater geschaffene Privatstraße zwischen der Palmaille, der Großen Elbstraße und den Bollwerken der Firma in „Van-der-Smissen-Allee“ umbenannt wurde.
Die Brüder van der Smissen hatten zwar einen Meistertitel des Altonaer Los- und Kuchenbäckeramtes, aber keine den Regeln der Zunft entsprechende Bäckerausbildung. Sie mussten ihre Betriebe aus diesem Grund Pächtern überlassen. Stattdessen erweiterten sie die Reederei. Vermutlich auf Anregung der mit ihnen verschwägerten Familie Linnich investierten sie in „Grönlandfahrten“, also den Walfang. Laut Altonaer Schiffslisten des Jahres 1747 hatten „Linnich und Gebrüder van der Smissen“ als Direktoren die Fleuten „De Vrifhijd“ (Vrijheid; 80 Last) und „Koning David“ (98 Last). Die „Vrijhijd“ blieb 1750 im Eis stecken, woraufhin die Brüder als Ersatz ein größeres Schiff kauften. Dieses fuhr bis 1777 unter dem vorherigen Namen. Die Brüder hatten mit diesem Schiff zumeist großen Erfolg.
Die Brüder van der Smissen waren die letzten mennonitischen Reeder Altonas. Reeder und Partenbesitzer mussten selbst für den Vertrieb ihres Waltrans sorgen. Die Mennoniten eröffneten daher Anfang des 18. Jahrhunderts eine genossenschaftlich organisierte Trankocherei, die sich um die Verwertung der Tiere kümmerte. 1750 hielten die Brüder van der Smissen hieran fünf von achtzehn Anteilen. Im Bereich der Reederei arbeitete van Smissen nach einem ähnlichen Modell, übernahm dabei jedoch die Direktion. Um 1790 unterhielt er acht Hochseeschiffe, deren Transportkapazitäten rund 10 % aller in Altona stationierten Schiffe ausmachten.
Die Altonaer Behörde hatte bereits 1736 an van Smissens Vater den Wunsch herangetragen, sich dem Commerz-Kollegium anzuschließen. Er hatte zuvor in der Baukommission Pläne für dieses Gremium erstellt. Da er wenig später starb, konnte er dort nichts mehr bewirken. Das Gremium traf sich sehr selten und erschien von Smissen wegen des bürokratischen Aufbaus als wenig attraktiv. Daher lehnte er 1753 einen Ruf in die Interessensvertretung ab und sagte dabei, dass er aufgrund seines mennonitischen Glaubens keine staatlichen Ämter übernehmen dürfe.
1752 versuchte van der Smissen, ein wöchentliches Treffen der Altonaer Kaufleute zu initiieren. 1760 gründete er in Altona die „Gesellschaft der Commercierenden“ mit. Es handelte sich, im Gegensatz zum Commerz-Collegium, um eine private Form der Lobbyorganisation, die Vorschläge und Eingaben erarbeitete und Aufgaben einer Börse wahrnahm. Die Gesellschaft setzte sich selbst für ein neues Commerz-Collegium ein. Van der Smissen verweigerte sich dem Gremium nicht länger und wurde im Januar 1762 als Mitglied aufgenommen. Das Kollegium wollte primär einen eigenen Altonaer Hafen schaffen und beauftragte van der Smissen im Juli 1763 mit Erkundungen.
Van der Smissen kontaktierte Fachleute, sprach mit Anwohnern der Küste und vermaß und lotete das Gelände selbst aus. Im Oktober 1763 stellte er einen Plan vor, den sogenannten Hoppenhöfersand, der westlich der Van-der-Smissen-Allee lag, schrittweise zu befestigen. Als weniger aufwändige Variante schlug er vor, vom Altonaer Fischmarkt bis zur Nordostspitze des Sandes Duckdalbengruppen anzubringen. Beide Vorschläge wurden aufgrund der Kosten nicht umgesetzt, auch, da dieser Hafen im Winter nicht zu nutzen gewesen wäre. Van der Smissen verließ das Kollegium im Dezember 1782 auf eigenen Wunsch. Sein Unternehmen gehörte jedoch weiter der „Gesellschaft der Commercierenden“ an.
Van der Smissen wollte die Kreditwürdigkeit seines Handelshauses erhöhen und versuchte, seine Einflussmöglichkeiten zu vergrößern. Daher pflegte er Beziehungen zu Adligen und bemühte sich umfangreich um Repräsentation. Beim Besuch Friedrich V., der 1743 in Altona seine künftige Ehefrau abholte, ließ van der Smissen für ihn einen Triumphbogen über dem Portal der Van-der-Smissen-Allee bauen. Friedrich V. ließ ihm Wertschätzung entgegenkommen, verhalf ihm zu seiner zweiten Ehe und lud ihn öfters an den Hof ein. Bei Aufenthalten des Königs in den Herzogtümern gehörte van der Smissen dessen Gefolge an und nahm dafür auch Schulden in Kauf. Er gehörte zu den engen Freunden Johann Hartwig Ernst von Bernstorffs, dessen Interessen und pietistische Neigungen er teilte. Darüber hinaus pflegte van der Smissen regelmäßige Kontakte mit weiteren führenden dänischen Familien.

## Religiöses Wirken
Van der Smissen gehörte zu den ersten Mennoniten, die sich bewusst für den Pietismus entschieden. Dokumentiert sind Aufenthalte August Gottlieb Spangenbergs in seiner Wohnung in Altona. Hinweise für seine Beziehungen sind Orte, die sein Sohn Jacob Gysbert und der Neffe Hinrich van der Smissen auf der Rückkehr von ihrer Ausbildungsreise aus England wählten. Sie hatten enge Kontakte zu Personen der Erweckungsbewegung und führenden Methodisten. Zu ihnen gehörten John Wesley, George Whitefield, Gerhard Tersteegen, Persönlichkeiten aus dem Hallenser Waisenhaus und der Herrnhuter Brüdergemeine. Diese Kontakte entstanden sicher vor der Zeit der Ausbildungsreise. Sein Sohn Jacob Gysbert van der Smissen gehörte später zu den führenden Förderern der Erweckungsbewegung und der Hamburg-Altonaischen Bibelgesellschaft. Er gehörte zu den ersten Mitgliedern der Deutschen Christentumsgesellschaft in Altona.
Van der Smissen lebte eine pietistisch geprägte Nächstenliebe, zeigte sich dabei aber als bevormundender Patriarch, der detaillierte Vorgaben machte. Wenn die Hilfsbedürftigen diesem Reglement folgten, zeigte er sich sehr großzügig. 1786 reiste er mit seinen Enkeln und zwei Neffen nach Christiansfeld, wo diese an der Bildungseinrichtung der Brüdergemeine eingeschult wurden. Im Jahr darauf besuchte er Oldenburg und Ostfriesland. 1789 half er als inzwischen blinder Mann dem Hauslehrer Johann Wilhelm Mannhardt, der seine älteste Nichte Anna (1771–1843) heiraten wollte.
Van der Smissen beteiligte sich wenig am Leben der mennonitischen Gemeinde Altonas, in der er nie Ämter übernahm. Zu seiner Trennung von der Gemeinde trug sicherlich seine zweite Heirat bei: Er beabsichtigte, die Schwester seiner verstorbenen Frau zu ehelichen und hatte dafür eine positive Stellungnahme von Hans zu Rantzau erwirkt und einen Ehedispens der Deutschen Kanzlei bekommen. Der Prediger seiner Gemeinde lehnte trotzdem die Trauung ab, da „bei uns noch kein Fall vorgekommen war, daß ein Mann seiner verstorbenen Frau Schwester geheiratet hatte, zumal wenn er Kinder geweckt hatte“. Van der Smissen antwortete darauf mit dem Lev 18,18 . Nachdem der Prediger seine Meinung nicht änderte, erwirkte van der Smissen beim König die Erlaubnis, die Heirat im eigenen Haus vollziehen zu dürfen. Die Trauung übernahm der Prediger Abraham Koenen aus Friedrichstadt.

## Politische Ansichten
Im Bereich der Politik tendierte van der Smissen zur Aufklärung. Er brachte Reformideen wie der Bauernbefreiung Bernstorffs Sympathien entgegen, sprach sich aber rigoros gegen rationalistische und deistische Tendenzen aus. Carl Friedrich Hermann Klenze notierte, dass sich van der Smissen heftig mit Johann Friedrich Struensee gestritten habe, den er als Altonaer Stadtphysikus kennengelernt hatte. Van der Smissen galt als Konstitutionalist, der sich zunächst über die Ideen der Französischen Revolution freute, vermutlich, da er hoffte, dass sie zum englischen Parlamentarismus tendierte. Er zeigte sich aber entsetzt über den gewaltsamen Tod Ludwigs XVI.

## Familie
Van der Smissen heiratete am 10. Juli 1740 in Altona Helena Linnich (* 29. Mai 1721 in Altona; † 9. Januar 1746 ebenda), deren Vater Jacob Linnich ein Altonaer Kaufmann war. Aus dieser Ehe stammten eine Tochter und zwei Söhne, von denen nur Jacob Gysbert (oder Gilbert) (1746–1829) das Erwachsenenalter erreichte und das Geschäft fortführte.
In zweiter Ehe heiratete van der Smissen am 24. Juni 1747 in Altona Elisabeth Linnich (* 8. Oktober 1724 in Altona; † 21. Juni 1756), die Schwester seiner ersten Frau. Aus dieser Ehe stammten ein Sohn und drei Töchter. Der Sohn und die beiden jüngsten Töchter starben jung.